# رنه ترتشوک
رنه ترتشوک (انگلیسی: René Tretschok؛ زادهٔ ۲۳ دسامبر ۱۹۶۸) بازیکن فوتبال اهل آلمان است.
از باشگاه‌هایی که در آن بازی کرده است می‌توان به باشگاه فوتبال هرتابرلین، باشگاه فوتبال کلن، باشگاه فوتبال هالشر، و باشگاه فوتبال بروسیا دورتموند اشاره کرد.